# Religio licita
A expressão religio licita designa um estatuto privilegiado que era atribuído na Roma Antiga a certas religiões. Tal estatuto garantia aos praticantes e aderentes gozar de privilégios como a coleta de impostos, a dispensa de serviço militar, ou do culto imperial oficial. Por conseguinte, religio illicita era a religião que não cumpria estes critérios e podia estar sujeita a perseguições.
Existem porém várias definições. Poder-se-á julgar que nos inícios do império, o judaísmo helenístico seria a única religião tolerada além da própria religião imperial. Como afirma M. Goodman, "os romanos sabiam que os judeus, unicamente entre os habitantes do império, recusavam prestar culto a qualquer deus senão o Deus ciumento venerado no Templo de Jerusalém. Os romanos viam este comportamento como bizarro, mas não repreeensível." Mesmo assim, Tibério defendeu que se banissem todos os "cultos estrangeiros" de Roma, "em especial os ritos egípcio e judaico".
Na concepção romana, em contraste com a tradição grega, a religião era algo praticado em público. O cristianismo, como afirmam alguns autores modernos, era expressamente declarado como religio illicita (religião ilícita) por Domiciano na década de 80, e era visto como superstitio Iudaica, uma superstição judaica que diferia do judaísmo "normal". Porém, a teoria de que os cristãos fossem perseguidos por collegio illicita é contestada pelos que defendem, como Edward Gibbon, que "os judeus eram um povo que seguia, e os cristãos uma seita que desertara, a religião dos seus pais."